# ميرسبورغ
قالب:Infobox Gemeinde in Deutschland
مِيْرْسْبُوْرْغْ (بالألمانية: Meersburg) هي مدينة صغيرة تقع ضمن دائرة بحيرة كونستانس المعروفة ب بحيرة بودنسي في ولاية بادن-فورتمبيرغ، وتطل على بحيرة بودنسي بين مدينة فريدريكسهافن ومدينة أُوبَرلِينغن.

## الموقع الجغرافي

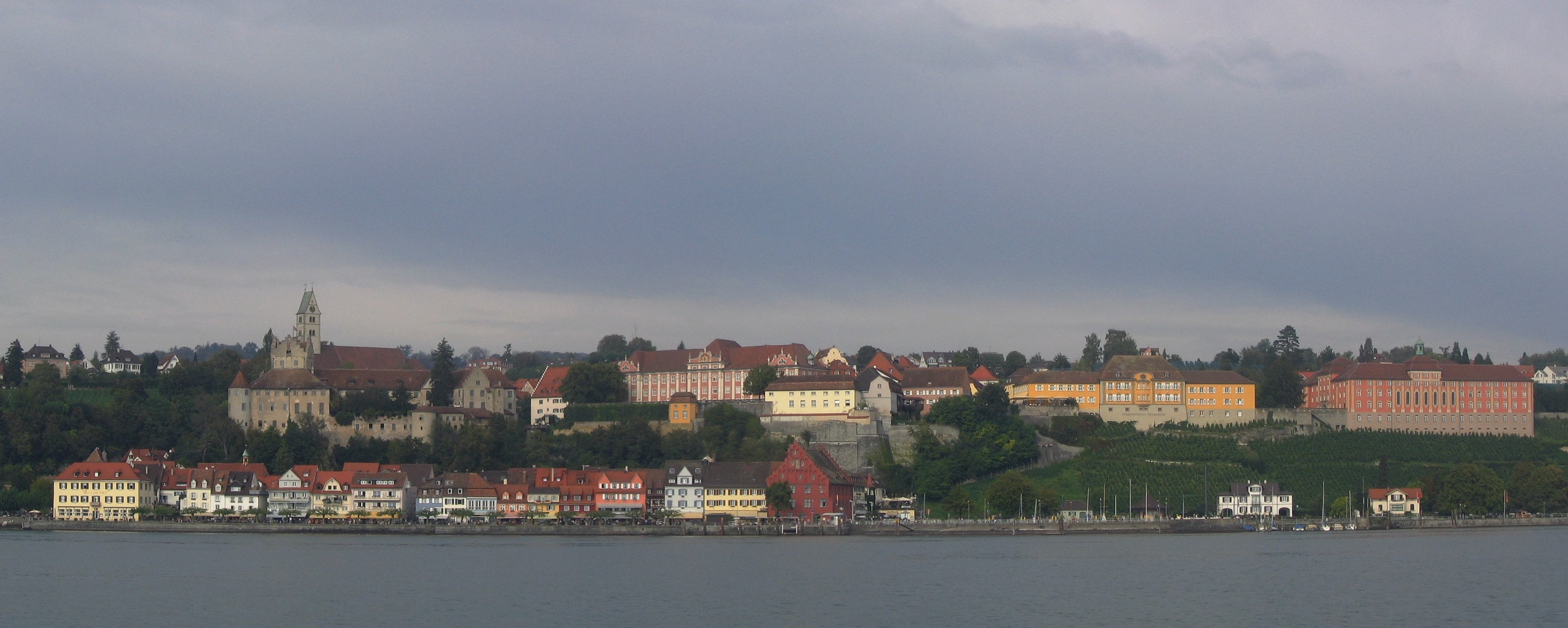
يظهر في الصورة مرسى السفن (على اليمين)، الجزء الأعلى والجزء الأسفل للمدينة

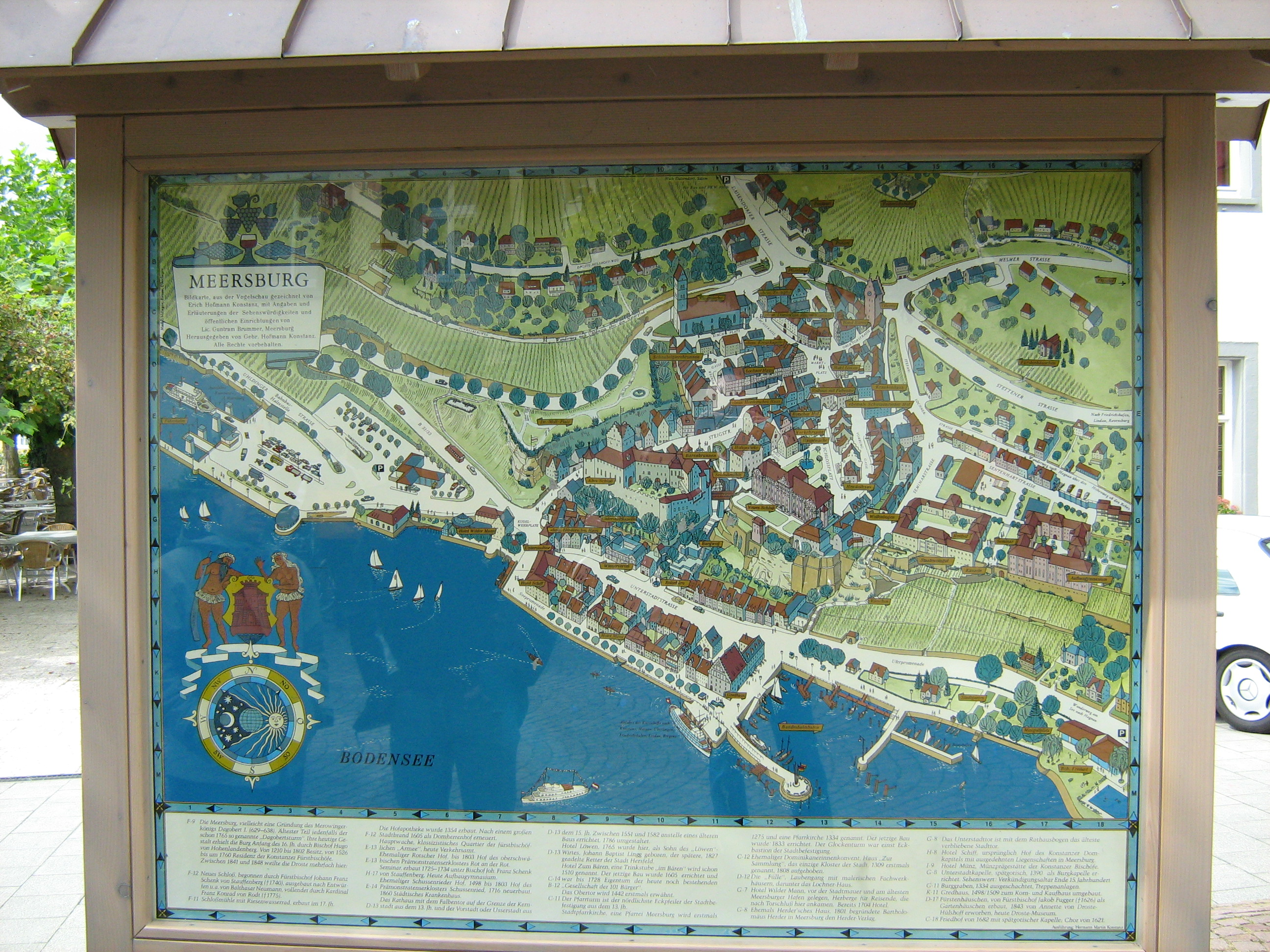
خارطة ميرسبورغ

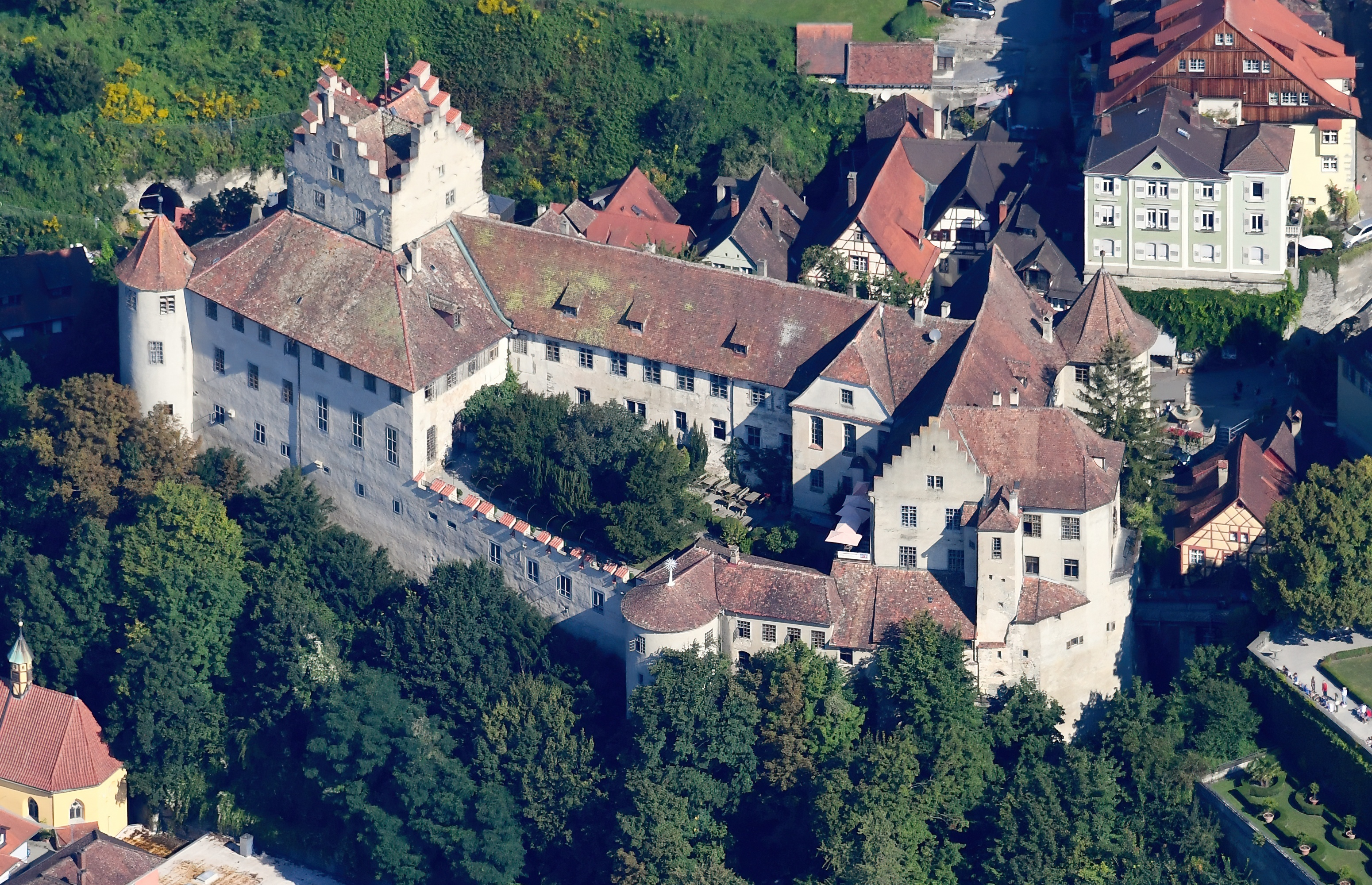
قلعة ميرسبورغ كما ترى من الجو

تقع ميريبورغ على الضفة الشمالية لبحيرة بودنسي على المعبر الرابط بين أوبرسي وأوبرلينغرسي على ارتفاع يتراوح مابين 400 إلى 500 متر بين مختلف مناطقها. فعلى سبيل المثال يبلغ فارق الارتفاع بين أعلى المدينة وأسفل المدينة حوالي 40 متراً.

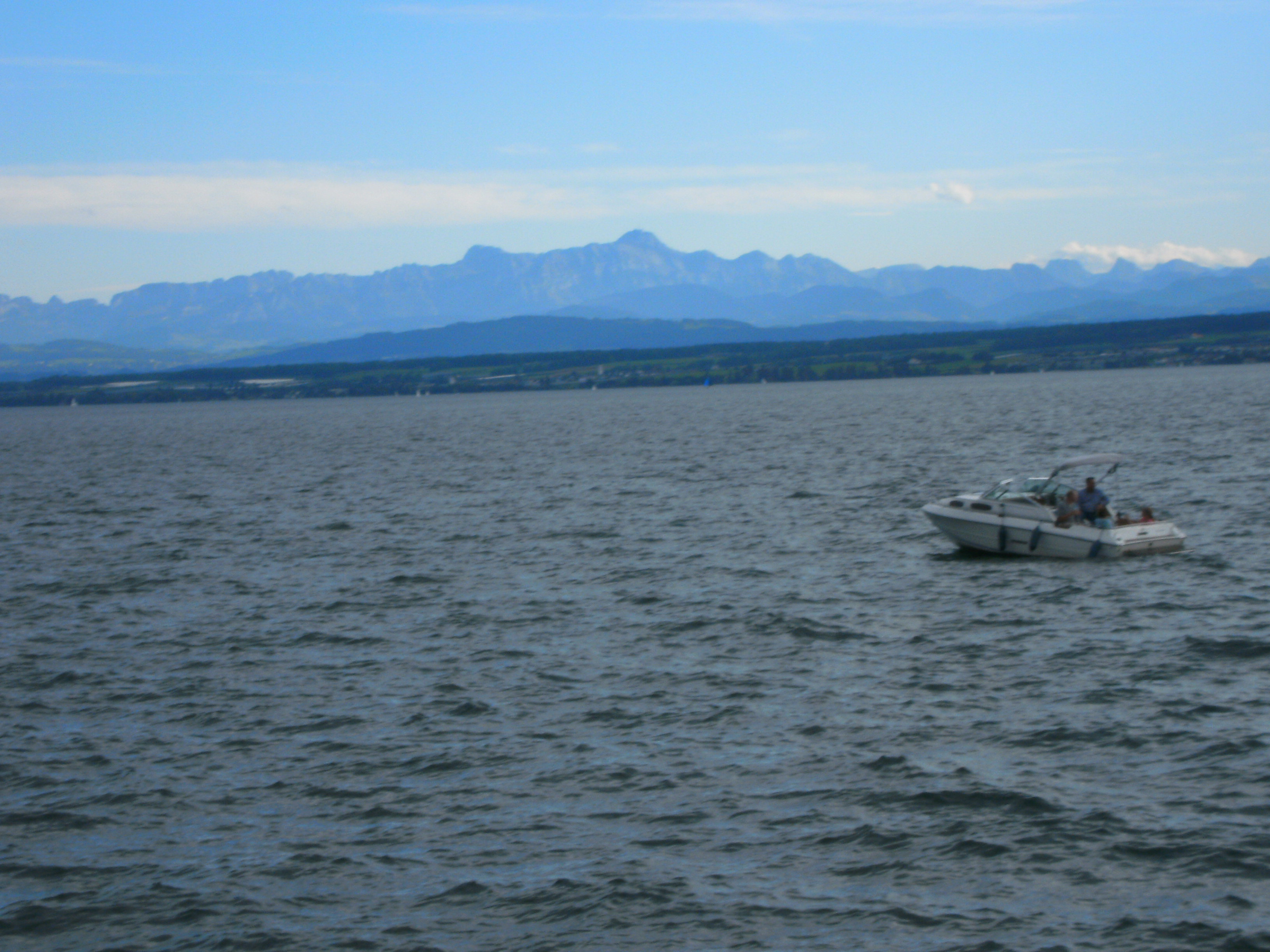
منظر من الممشى النهري على بحيرة بودنسي وجبال الألب

## اقتصاد المدينة

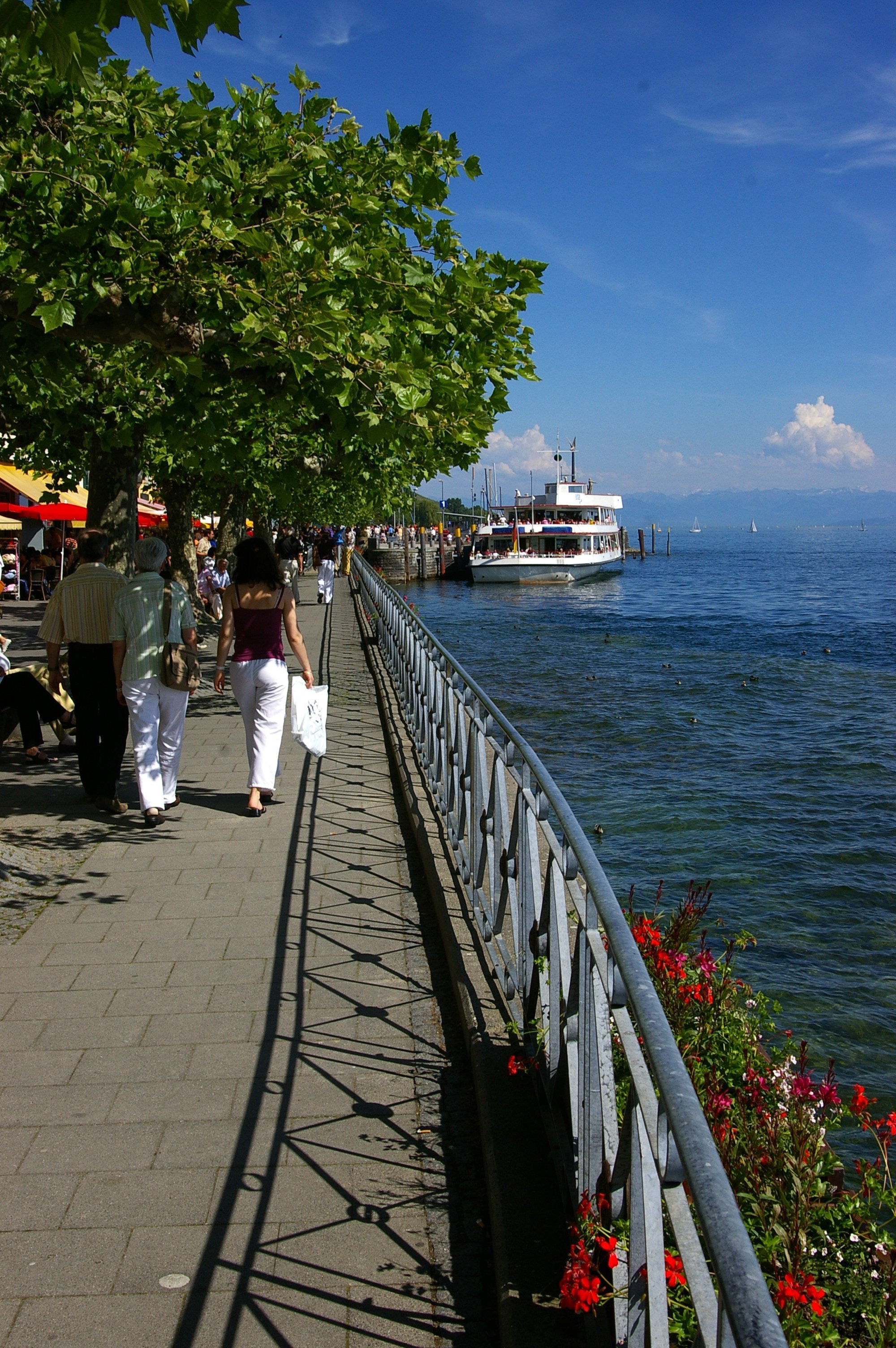
الممشى النهري

تكتسب ميرسبورغ أهمية اقتصادية كمنطقة تزدهر فيها زراعة العنب وكمنتجع سياحي. المنحدر المشمس التي تتمتع به المدينة يعتبر مثالياً لزراعة العنب نظراً لاتجاهه الجنوبي وكذلك مناخ بودنسي المعتدل. يوجد في المدينة 20 معمل صغير للنبيذ (حسب بيانات ديسمبر 2011).

### السياحة
نظراً لسهولة الوصول بالعبارة والسيارات ونظراً لموقعها المثالي تعتبر عوامل جذب سياحي لمدينة ميرسبورغ وخاصة كونها تمتلك الكثير من المطاعم الشهيرة والمتنوعة وحانات النبيذ ويزورها في موسم العطلات حوالي مليون سائح، يبيت منهم لعدة ليالي مايزيد عن 250 الف سائح في الفنادق والنزُل المتعددة وبيوت العطلات والغرف الخاصة. تحمل ميرسبورغ صفة "المنتجع أو مدينة الاستجمام"
تنتمي المدينة لمنطقة اللغة الأليمانية Alemanic Language Area

## المراجع

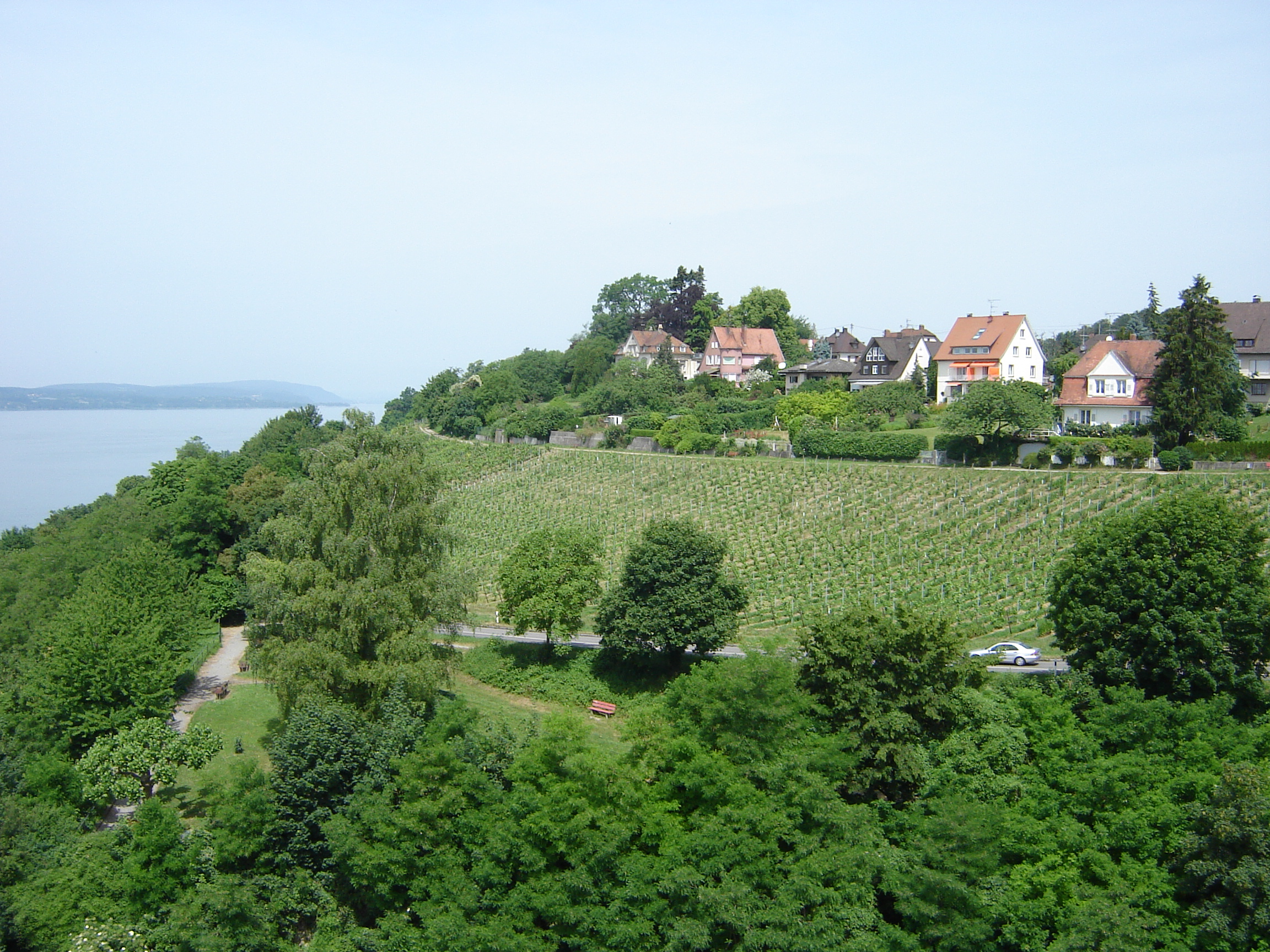
جبل العنب كما يُرى من القصر القديم

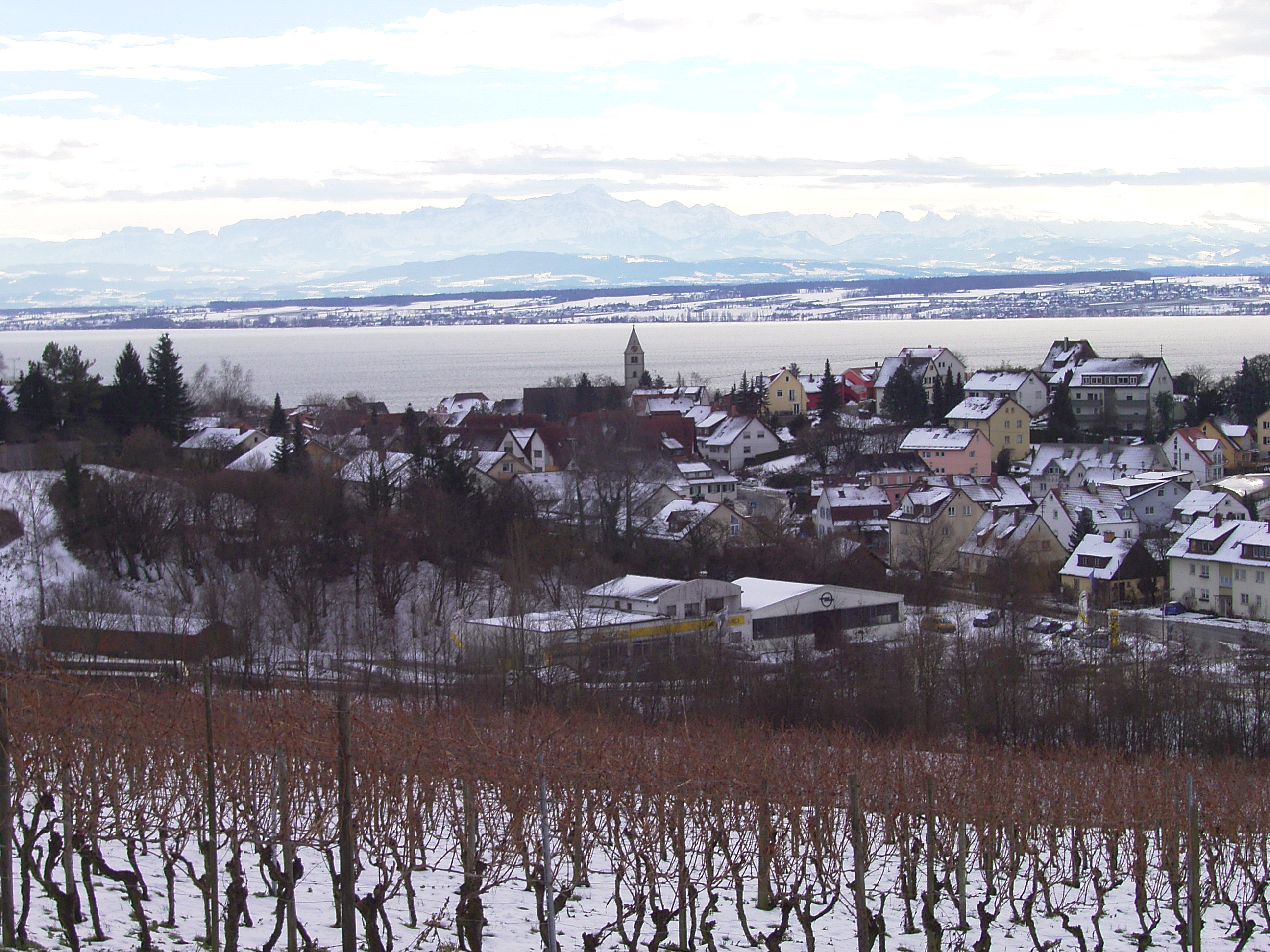
جبل العنب، ميرسبورغ، البودنسي وجبال الألب في صورة واحدة